# レディ・ステディ・ゴー
『レディ・ステディ・ゴー』 (Ready Steady Go!, RSG!) は、イギリスのITVで放送された初のロック/ポップ音楽専門番組。
レディフュージョンのプロデューサー、エルカン・アランによって企画された。1963年8月に第1回目の放送が行われ、1966年12月まで放送された。ロンドン地区のITVの放送局、アソシエーテッド-レディフュージョンによって制作された。番組は非常に成功したため最終的には全国生放送となった。番組が放送された時期は1960年代のブリティッシュ・ポップ最盛期と重なり、同時期にビートルズの人気も急上昇していた。

## 概要

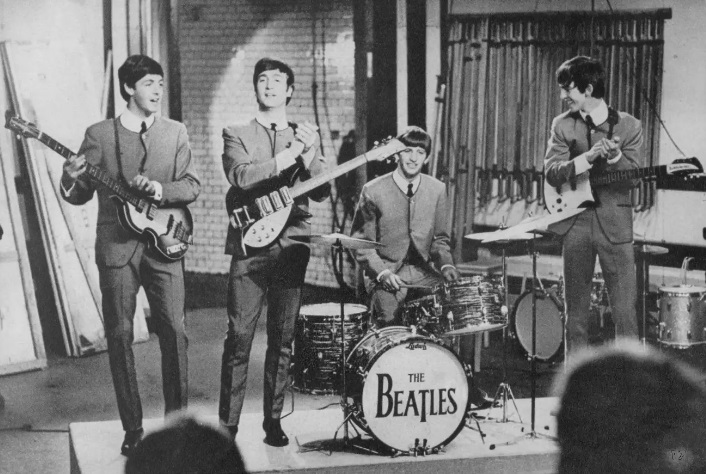
番組リハーサル時のビートルズ（1963年10月）

番組は金曜日の夜に放送され、「The weekend starts here!」のフレーズで始まった。マンフレッド・マンの「5-4-3-2-1」がテーマソングで、後に「Hubble Bubble (Toil and Trouble ) 」に代わったが、BBCのライバル番組『トップ・オブ・ザ・ポップス』よりも先に始められ、よりくだけた内容であった。
番組開始当時、出演者はレコードの音に合わせて演奏を行ったが、1964年後半になるとゲストの幾人かはライブ演奏を行い始める。1965年4月になると全てがライブ演奏となった。
当時の音楽番組は放送時間に合わせて出演者に短縮バージョンの演奏を要求したが、『レディ・ステディ・ゴー』は全長バージョンの演奏を許可したことで有名であった。
1966年頃になると「ビート・ムーブメント」が衰え、1966年12月に番組は終了することとなったが、人気絶頂期での終了は番組のテレビ古典としてのステータスを確立することとなった。
その後番組の権利はデイブ・クラーク・ファイブのデイブ・クラークが所有する。1989年にディズニー・チャンネルで放送が行われ、アメリカで初めて公開された。ディズニー・チャンネルは有料チャンネルであり、番組はイギリスでティーンエイジャーに向けて放送されたのとは異なり、深夜に大人向けとして放送された。
ダイジェスト版ビデオ、LDがリリースされたが廃盤となっている。